# بورکهارت اولر
بورکهارت اولر (انگلیسی: Burkhardt Öller; ۹ نوامبر ۱۹۴۲ – ۱۶ ژوئیهٔ ۲۰۱۴) بازیکن فوتبال اهل آلمان بود.
از باشگاه‌هایی که در آن بازی کرده‌است می‌توان به باشگاه فوتبال آینتراخت برانشوایگ و باشگاه فوتبال هانوفر ۹۶ اشاره کرد.